# トリアドバトラクス
トリアドバトラクス（Triadobatrachus）は、絶滅した両生類の一種。三畳紀前期に生息していた。T.massinoti の一種のみが知られている。化石産地はマダガスカル。

## 特徴
体長10cmほど。成体になっても尾を保持していた可能性がある。椎骨は14個。少なくとも、本種はサンショウウオよりかはカエルに近いと考えられており、現代のカエルの祖先の一つ、あるいはその近縁種であるとの見解もある。
大きく跳ぶことは出来なかったようである。また、肉食だったと考えられている。
1936年にフランスの古生物学者、ジャン・ピヴェトーによって初めて記載された際は、プロトバトラクス・マシノティ（Protobatrachus massinoti）という学名が付けられた。
本種は海底堆積物から発見されたが、化石の構造から推測するに、おそらく陸上で生活し、空気呼吸をしていたと思われる。この説は、同じ場所から陸生植物の化石が発見された事や、現生両生類のほとんどが海水に耐えられない事からも裏付けられている。

## 画像

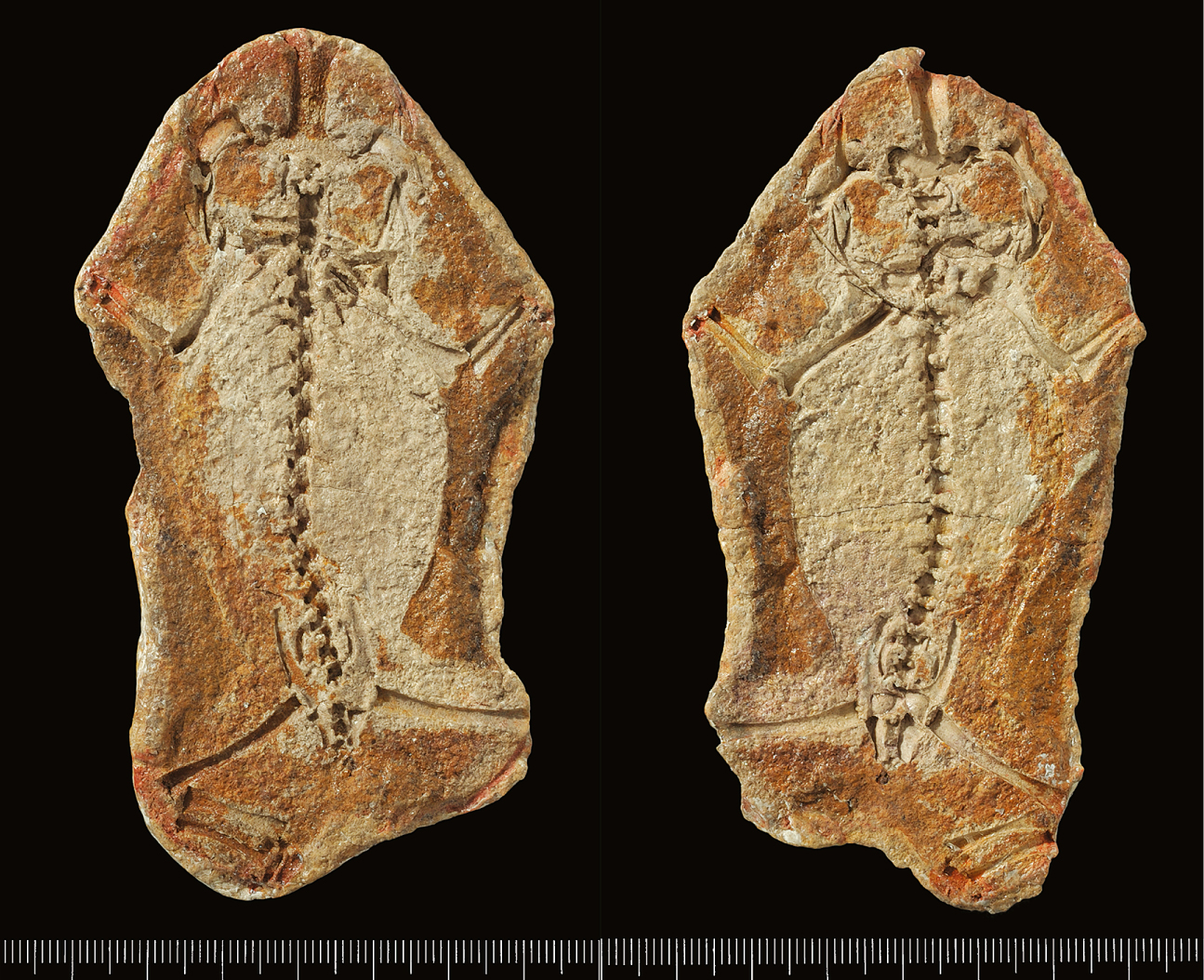
化石
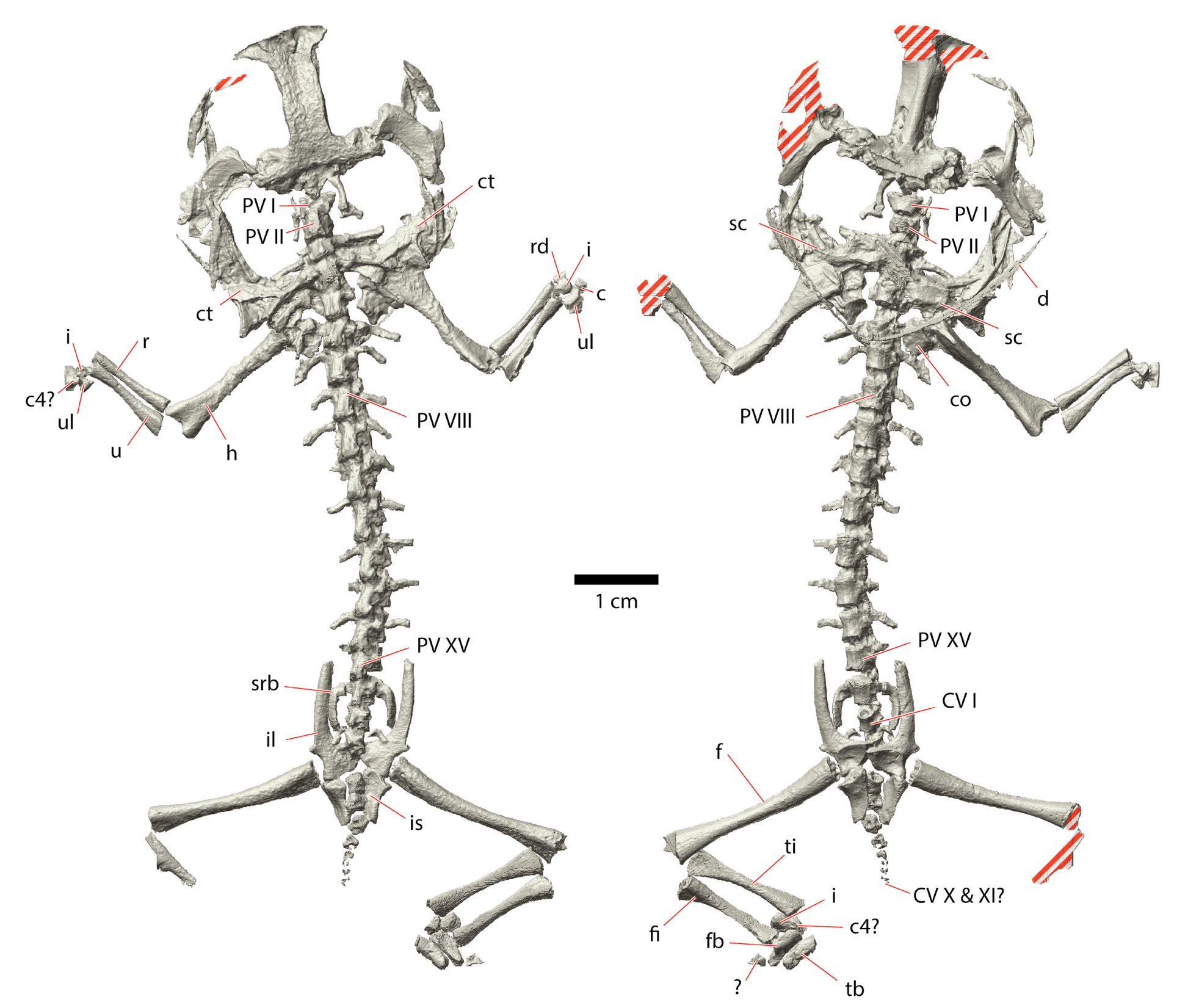
化石のCTスキャン
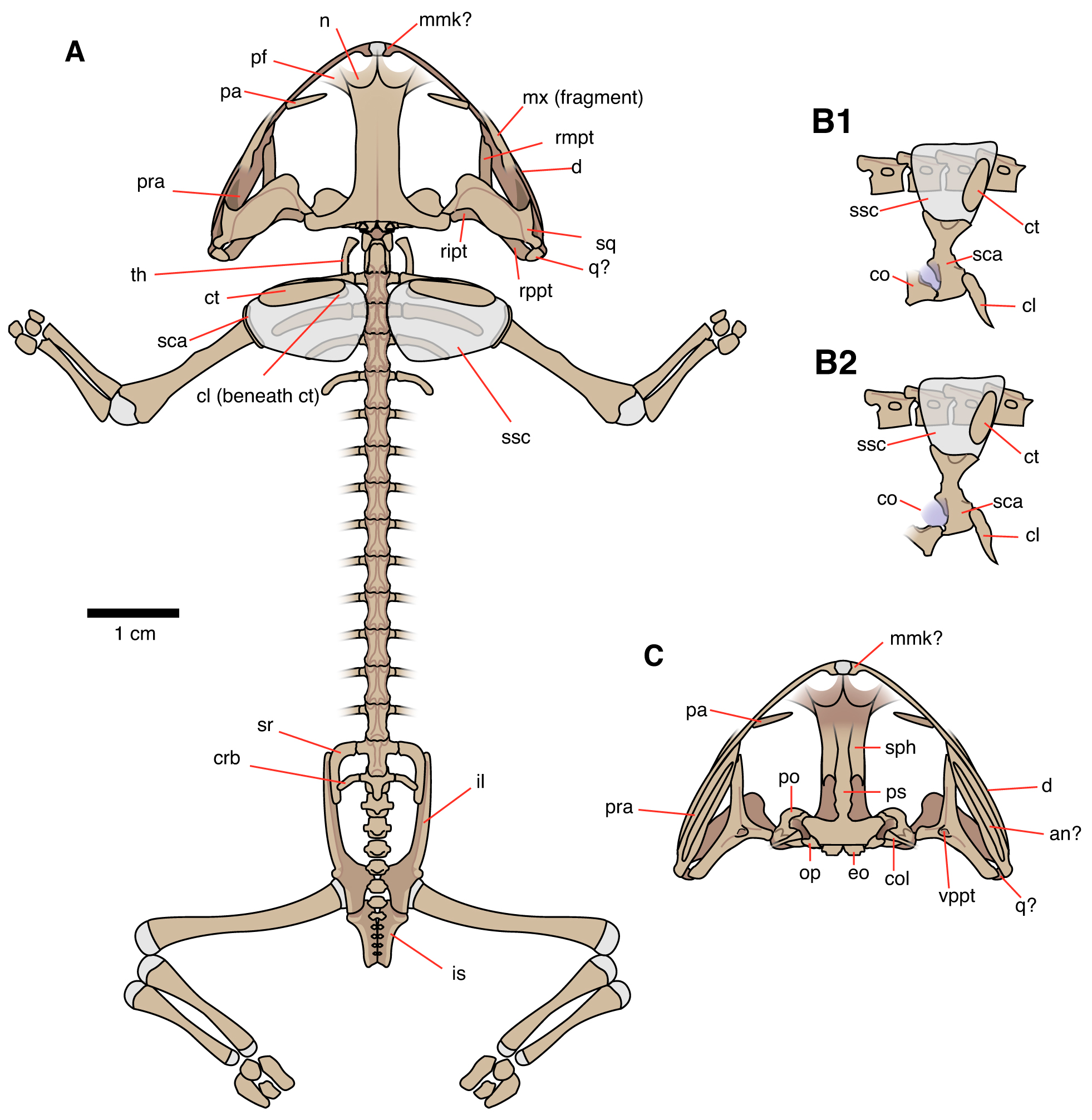
化石の略図
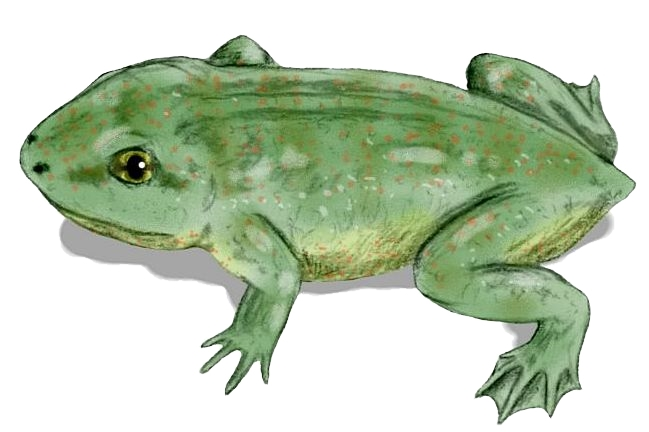
復元画の一例